# E.O.S. Tallinn Grand Prix 2007
Il E.O.S. Tallinn Grand Prix 2007, sesta edizione della corsa, valida come evento dell'UCI Europe Tour 2007 categoria 1.1, si svolse il 1º giugno 2007 su un percorso totale di 186 km. Fu vinto dall'estone Erki Pütsep, che terminò la gara in 4h27'59" alla media di 41,644  km/h.
Alla partenza erano presenti 91 ciclisti dei quali 34 portarono a termine il percorso.

## Ordine d'arrivo (Top 10)
| Pos. | Corridore           | Squadra       | Tempo    |
| ---- | ------------------- | ------------- | -------- |
| 1    | Erki Pütsep         | Bouygues Tél. | 4h27'59" |
| 2    | Aleksejs Saramotins | Rietumu Bank  | s.t.     |
| 3    | Marius Bernatonis   | Klaipeda      | s.t.     |
| 4    | Gatis Smukulis      | Lettonia      | a 6"     |
| 5    | Gediminas Bagdonas  | Klaipeda      | a 32"    |
| 6    | Miroslav Keliar     | Slovacchia    | a 47"    |
| 7    | Jaan Kirsipuu       | Estonia III   | a 52"    |
| 8    | Jurgen Francois     | Jartazi       | a 2'08"  |
| 9    | Normunds Lasis      | Rietumu Bank  | a 2'10"  |
| 10   | Tarmo Raudsepp      | Estonia I     | s.t.     |